# Mur (Vully) FR
| FR ist das Kürzel für den Kanton Freiburg in der Schweiz. Es wird verwendet, um Verwechslungen mit anderen Einträgen des Namens Mur zu vermeiden. |

Mur oder Mur (Vully) ist der östliche Teil des durch die waadtländisch-freiburgische Kantonsgrenze geteilten Dorfs Mur und befindet sich seit 2016 in der Gemeinde Mont-Vully im Seebezirk des Kantons Freiburg in der Schweiz. Mur ist der Kirchgemeinde Môtier angegliedert.
Der westliche Teil des Dorfs bildete die ehemalige Gemeinde Mur VD, die seit 2011 zur Gemeinde Vully-les-Lacs gehört.

## Geschichte
Mur war eine neolithische Ufersiedlung und ein gallorömischer Standort.
Der Ort wurde 1396 als Murs erwähnt. Die Aufteilung des östlichen und westlichen Dorfteils unter die Herrschaften Lugnorre und Cudrefin scheint auf das 14. Jahrhundert zurückzugehen. Die Herrschaft Lugnorre ging an Murten über und dann bis 1798 an die gemeine Herrschaft Murten. 1676 wurde das ganze Dorf von einer Feuersbrunst heimgesucht.
| Jahr        | 1559           | 1613     | 1657     | 1818           | 1850/1851      | 1991         |
| Bevölkerung | 7 Feuerstätten | 7 Häuser | 8 Häuser | 19 Wohnstätten | 13 Wohnstätten | 66 Einwohner |

## Verkehr
Mur (Vully) liegt an der Strasse entlang des nördlichen Ufers des Murtensees von Salavaux nach Sugiez.
Durch eine Buslinie der Freiburgischen Verkehrsbetriebe (TPF) und einen Postautokurs ist Mur (Vully) mit Sugiez beziehungsweise mit Salavaux verbunden. Die Bushaltestelle befindet sich unmittelbar bei der Kantonsgrenze.

## Sehenswürdigkeiten
Mur verfügt über ein Winzerhaus, das von Jean-Rodolphe Fischer 1760 zum Herrschaftshaus umgebaut wurde, sowie eine Zehntenscheune von 1710.